# Regards d'enfance
 (août 2019).
Regards d'enfance est une série télévisée franco-belge en vingt épisodes indépendants les uns des autres, d'après une idée de Serge Moati et diffusée sur France 2 entre 1993 et 2003. Les épisodes suivent des enfants et des adolescents dans les difficultés de leur âge, telles que les premiers amours, la perte d'un parent ou bien l'apprentissage de l'autonomie. 
Parmi les nombreux acteurs d'un ou deux épisodes, on peut citer Michel Duchaussoy, Christian Charmetant et Michèle Garcia. D'autres y ont fait leurs débuts, tels Stéphanie Pasterkamp, Loránt Deutsch ou bien Lilly-Fleur Pointeaux.

## Épisodes
| N° | Titre                         | Réalisateur    | Diffusion         |
| -- | ----------------------------- | -------------- | ----------------- |
| 1  | L'Homme de la maison          |                | 5 mai 1993        |
| 2  | Julie, bientôt 12 ans et demi |                | 24 novembre 1993  |
| 3  | Le Garçon qui ne dormait pas  |                | 25 mai 1994       |
| 4  | La grande fille               |                | 5 octobre 1994    |
| 5  | Aime-toi toujours             |                | 18 janvier 1995   |
| 6  | Je voudrais descendre         |                | 25 janvier 1995   |
| 7  | Les faux-frères               |                | 20 septembre 1995 |
| 8  | L'enfant sage                 |                | 12 juin 1996      |
| 9  | Histoires d'hommes            |                | 25 septembre 1996 |
| 10 | Mélanie                       |                | 14 mai 1997       |
| 11 | La petite maman               |                | 19 novembre 1997  |
| 12 | Maximum vital                 |                | 1998              |
| 13 | Un hiver de tourmente         | Bernarde Favre | 30 décembre 1998  |
| 14 | L'été de Mathieu              |                | 21 juillet 1999   |
| 15 | Rends-moi mon nom             |                | 1er mars 2000     |
| 16 | Mon père des jours pairs      |                | 10 janvier 2001   |
| 17 | L'affaire père et fils        |                | 23 janvier 2002   |
| 18 | Ça s'appelle grandir          |                | 13 mars 2002      |
| 19 | Écoute, Nicolas…              |                | 12 février 2003   |
| 20 | Le monde de Yoyo              |                | 24 septembre 2003 |